# Río Santiago
Der Río Santiago ist ein 270 km (einschl. Río Zamora: 530 km) langer linker Nebenfluss des Río Marañón, dem linken Quellfluss des Amazonas, in Ecuador und Peru.

## Flusslauf
Der Río Santiago entsteht in der subandinen Bergregion am Zusammenfluss von Río Zamora (rechts) und Río Namangoza (links). Er fließt anfangs 65 km in östlicher Richtung durch die ecuadorianische Provinz Morona Santiago. Die Fernstraße E40 nach San José de Morona folgt dabei dem Flusslauf. Der Río Yaupi mündet von Norden kommend in den Fluss. Dieser überquert anschließend die Grenze nach Peru und strömt auf der restlichen Fließstrecke in südlicher Richtung durch eine Beckenlandschaft in der Provinz Condorcanqui, die im Osten von der Cordillera Kampankis vom Amazonastiefland getrennt wird. Puerto Galilea, Verwaltungssitz des Distrikts Río Santiago, liegt bei Flusskilometer 55 am rechten Flussufer. Der Río Santiago trifft schließlich auf den nach Osten strömenden Río Marañón, 7,5 km oberhalb der Engpaßstelle Pongo de Manseriche.

## Schutzgebiete
Der Nationalpark Ichigkat Muja – Cordillera del Cóndor liegt in Peru entlang der Grenze westlich vom Río Santiago. Die Höhenrücken der Cordillera Kampankis trennen den Unterlauf des Río Santiago von dem weiter östlich verlaufenden Río Morona. Das Santiago-Comaina-Schutzgebiet erstreckt sich über diesen Höhenrücken.

## Hydrologie
Der Río Santiago entwässert ein Areal von 33.640 km². Davon befinden sich 26.176 km² in Ecuador. Der mittlere Abfluss beträgt 1780 m³/s.